# Krimeja
Krimeja (olaszul: Crimea), Fiume városrésze Horvátországban, Tengermellék-Hegyvidék megyében.

## Fekvése
A Krimeja Fiume keleti részén helyezkedik el, délről Pećine, északnyugatról Bulevard, északról Vojak, keleten pedig Podvežica városrészeivel határos.

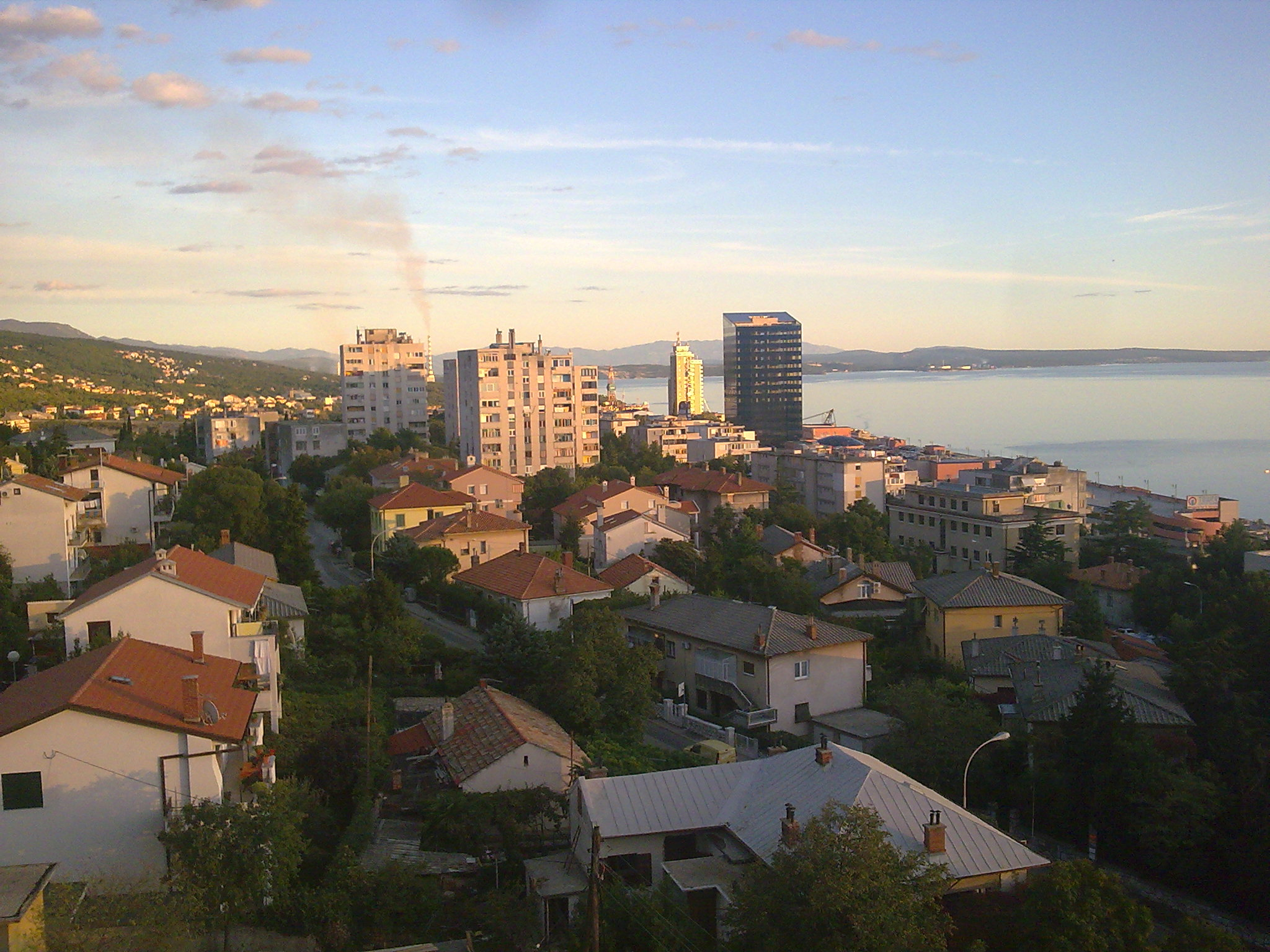
Krimeja látképe

## Története
A városrész horvát neve a Krím félsziget olasz nevéből (Crimea) származik.  A történeti dokumentumok szerint a körzetben sok tengerész élt, akik a krími háború alatt (1853–1856) segítették a hadi szállításokat.

## Sport
A Krimeja stadion az 1919-ben alapított NK Orijent labdarúgócsapat otthona. A stadiont 1923-ban avatták fel. A csapat jelenleg a horvát 2. ligában szerepel.